# Josandreva tincta
Josandreva tincta är en insektsart som beskrevs av Navás 1926. Josandreva tincta ingår i släktet Josandreva och familjen Nemopteridae. Inga underarter finns listade i Catalogue of Life.